# Дмитренко В'ячеслав Олександрович
В'ячесла́в Олекса́ндрович Дмитре́нко — прапорщик підрозділу МВС України, учасник російсько-української війни.

## Нагороди
За особисту мужність і героїзм, виявлені у захисті державного суверенітету та територіальної цілісності України, вірність військовій присязі під час російсько-української війни
- нагороджений орденом Данила Галицького (27.5.2015).